# لوگان (آرکانزاس)
لوگان (به انگلیسی: Logan) یک منطقهٔ مسکونی در ایالات متحده آمریکا است که در شهرستان بنتون، آرکانزاس واقع شده‌است. لوگان ۳۱۷٫۹۱ متر بالاتر از سطح دریا واقع شده‌است.